# Guairaçá
Guairaçá är en kommun i Brasilien.   Den ligger i delstaten Paraná, i den södra delen av landet, 900 km sydväst om huvudstaden Brasília. Antalet invånare är 6 194.
Trakten runt Guairaçá består i huvudsak av gräsmarker. Runt Guairaçá är det glesbefolkat, med 12 invånare per kvadratkilometer.